# Kajukenbo
 (juin 2016).
 (juin 2016).
Le kajukenbo est un style de kenpo orienté vers l'autodéfense. L'insécurité et la violence de l'archipel d’Hawaï à la fin des années 1940, mena à la création du kajukenbo. Il est créé par un collège de cinq experts en arts martiaux, dont Adriano Emperado. Il est issu de l'étude et de la comparaison entre différents arts martiaux, ces cinq styles ayant constitué une base à la création du kajukenbo et aussi, par ailleurs, à former son nom. kajukenbo = ka : karate + ju : judo et jujutsu + ken : kenpo + bo : boxe.
Le kajukenbo est un style de kenpo orienté vers l'autodéfense. Il est né à Hawaï, à la fin des années 1940, dans un contexte d’insécurité et de violence. Ce style a été créé par un groupe de cinq experts en arts martiaux, dont Adriano Emperado. Issu de l’étude comparative de plusieurs disciplines, le kajukenbo combine des éléments de différents arts martiaux. Les styles ayant influencé sa création ont également donné naissance à son nom : ka pour karate, ju pour judo et jujutsu, ken pour kenpo, et bo pour boxe.

## Histoire

### Mixité des styles d’arts martiaux à Hawaï
À l’origine, l’économie de l’archipel d’Hawaï  reposait sur la culture de la canne à sucre. Les exploitations agricoles, appartenant majoritairement à des propriétaires blancs, employaient la population locale. Pour soutenir son développement économique, l’île dut étendre ses cultures, ce qui nécessita un recours massif à la main-d’œuvre immigrée, en raison de l’insuffisance de la population autochtone.
Cette immigration fut importante : Chinois, Japonais, Portugais, Espagnols, Nord-Américains et Philippins s’installèrent à Hawaï. Chacun de ces groupes apporta avec lui ses propres traditions martiales : karaté, ju-jutsu, judo, ou encore kali pour les Philippins.
Dès les années 1920, des compétitions opposant différents styles d’arts martiaux furent organisées. Les Okinawaïens, pratiquant le karaté, souhaitèrent y participer et firent venir deux maîtres réputés. Bien qu’ils refusèrent de combattre, ces derniers acceptèrent d’enseigner leur art, ce qui permit l’ouverture de nouveaux dojos et favorisa l’expansion du karaté à Hawaï.
En 1924, l’immigration japonaise fut interrompue, laissant place à de nouveaux flux migratoires, notamment en provenance des Philippines et de Corée. Cette diversification ethnique favorisa le croisement des styles et la confrontation de différentes pratiques martiales.

### Création du kajukenbo
Les échanges interethniques aboutirent à une volonté de synthèse martiale. C’est en 1947, à Honolulu, qu’un groupe de jeunes pratiquants, conscients du potentiel de la mixité des styles, créèrent un nouveau système de self-défense moderne et ouvert : le kajukenbo.
La Black Belt Society (Société des ceintures noires) fut fondée cette même année. Elle regroupait cinq maîtres issus de disciplines variées, dont le but était d’unir leurs connaissances. Les techniques jugées inefficaces furent écartées, celles ayant fait leurs preuves conservées et perfectionnées, aboutissant à la création d’un style pragmatique et cohérent.

Contrairement à un simple patchwork technique, le kajukenbo repose sur une combinaison de concepts issus de styles complémentaires. Selon les grands maîtres actuels :
« Le kajukenbo n’est pas un mélange ni une synthèse, c’est une combinaison de concepts dans un seul style : efficacité et ouverture d’esprit. »
Le terme kajukenbo est l’acronyme des disciplines qui le composent :
- Ka : karaté
- Ju : judo et jujutsu
- Ken : kenpo
- Bo : boxe

### Les fondateurs
Le principal initiateur du style est Adriano "Sonny" Emperado, surnommé Sijo (créateur en hawaïen). Il fut assisté par :
- Peter Choo : tang soo-do (coréen) et boxe anglaise
- Joe Holk : judo (Kôdôkan)
- Frank Ordonez : ju-jutsu
- Clarence Chang : boxe chinoise
- Adriano Emperado : eskrima philippin et kenpo d’Okinawa

Ensemble, ils créèrent un système efficace, fondé sur des situations de combat réelles, dans un esprit d’adaptabilité et de progression constante.
« Train strong to remain strong » était une devise chère à Sijo Emperado, résumant la philosophie martiale du kajukenbo.

### Développement en Europe
Le kajukenbo fut introduit en Europe par des militaires américains, notamment sur la base aérienne de Torrejón de Ardoz (près de Madrid, Espagne). Là, Ed Sheppard ouvrit la première école réservée aux soldats.
En 1973, Angel Garcia Soldado devint le premier Espagnol formé au kajukenbo. Il fut suivi par Agustin Lopez, Julio Quicios, et d'autres pratiquants. Plusieurs obtinrent la ceinture noire, dont Agustin Campos, qui créa par la suite sa propre branche du style.
Aujourd'hui, Angel Garcia est Grand Maître et 10e dan de sa propre organisation, le World Kajukenbo Self Defense Institute. Il est à noter que le grade de 10e dan est normalement réservé au fondateur du style (titre de Sijo), exclusif à Maître Emperado.

### Le kajukenbo en France
En France, le kajukenbo s’est implanté d’abord à Toulouse et Albi grâce à César Gomes, Didier Rambaud et Romain Petit.
L’école de Rungis fut officiellement ouverte en 2000 par Luis et Joe Diaz (8e dan KSDI). Représentants de la Kajukenbo Self Defense Institute (KSDI), l’organisation fondée par Emperado, ils ont contribué à son essor national.
Leur organisation actuelle, Kajukenbo Tribal Spirit, supervise de nombreux clubs en France et à l’international. Les écoles officielles reconnues par la KSDI sous leur tutelle se trouvent notamment à :
- Altkirch (Alsace)[2]
- Lyon[2]
- Salaunes (Bordeaux)[2]
- Silingy (Haute-Savoie)[2]
- Genève (Suisse)[2]
- Koweït[2]

### Évolution récente
Un nouveau courant, le Kajukenbo Close Combat, a été fondé en Espagne par Paulino Martin, ancien élève d’Angel Garcia.
Le kajukenbo en France continue de se développer activement, porté par une dynamique d’adaptation, de transmission, et de recherche technique.

### Un art martial en constante évolution
Le kajukenbo est aujourd’hui pratiqué dans de nombreux pays : Espagne, France, Suisse, Koweït, Italie, Portugal, et s’étend dans l’Europe centrale.
Fidèle à sa vocation d’art martial de self-défense, il évolue continuellement afin de répondre aux exigences du combat moderne. Par sa souplesse, son ouverture et son efficacité, il s’affirme comme un art martial complet, pragmatique et accessible.

## Spécificités techniques

### La multi-percussion
Le kajukenbo est un style de kenpo orienté self-défense dure. Il vise à l’efficacité en situation réelle. Le but est donc de mettre l’agresseur à terre et hors d’état de nuire le plus rapidement possible. Le KJKB met l'accent sur le principe de multi-percussion. Les techniques de frappes du kajukenbo consistent en une combinaisons de frappes ( boxe anglaise, tang so do, kung fu ) portées sur les parties sensibles du corps humain, mais aussi l'utilisation du ju-jutsu et du judo quand c'est nécessaire et applicable.
Les techniques de contrôle issues des arts de grappling comme le ju-jutsu ou le judo complètent le répertoire très vaste du Kajukenbo.

### Les armes
Le travail des armes qui sont pratiquées dans le style intègre le maniement des principales armes du kali Les stiks de kali, bâton court et couteau. On compte généralement trois types de défense contre armes : mains nues contre couteau, bâton contre couteau et couteau contre couteau.

#### Mains nues contre couteau
L’apprentissage de la défense à mains nues contre une agression au couteau se fonde sur des techniques de blocage et de désarmement. L’éventail de ces techniques vise à couvrir tous les types d’attaques possibles, quel que soit l’angle ou la trajectoire de l’arme.

#### Bâton contre couteau
Le kajukenbo a puisé dans essentiellement dans deux styles d’escrime philippines le Doce pares ou le Lameco escrima.
Le style a très vite mis l'accent sur la défense contre armes blanches. Cependant comme ne cessent de le répéter tous les entraîneurs de self défense, il faut rester lucide et prudent sur les techniques contre armes blanches car il ne faut pas oublier la dangerosité et les difficultés à maîtriser une personne armé d'une arme blanche.
Les techniques du Kali qui ont été intégrées à la pratique du kajukenbo sont celles s’adaptant le mieux à sa propre logique et se travaillant facilement dans une orientation self-défense. Ce n'est donc pas une école de Kali ni une synthèse des deux style qui ont inspiré Sijo Emperado.
Le Kajukenbo reste le Kajukenbo ouvert et perméable.

### Les Katas
Le style a créé ses propres Katas. Ils sont souvent nommés Palamas sets qui sont proches par leur forme des katas (japonais) ou des Tao chinois. Ils s’inspirent cependant également du travail du shadow boxing, une forme d’entrainement au combat dans le vide. Leur apprentissage a pour but de permettre au pratiquant de développer sa stabilité et la précision. Beaucoup d'écoles de Kajukenbo ne pratiquent plus les Katas intensifiant leurs efforts vers le combat sportif, surtout à Hawaii où de nombreux champions de l'UFC sont issus du Kajukenbo comme Chuck lidell.
Le kajukenbo est dans la recherche de l’efficacité en cas de combat réel. Les entraînements visent à acquérir la condition physique nécessaire pour tenir le temps d’un combat de rue, rapide, dur, efficace. Les techniques se travaillent dans le but de développer les réflexes qui serviront à appréhender toutes les situations. Le kajukenbo n’est pas enseigné de façon rigide. La démarche d'apprentissage et d'assimilation a pour but de doter chaque pratiquant de techniques efficaces quel que soit son gabarit ou ses aptitudes.

## Dimension philosophique
Le style ne dispose pas d'une dimension philosophique ancienne. En revanche, l'humilité et le respect sont des piliers de l'enseignement et de la pratique, épaulés de la rigueur mental et physique, de la camaraderie et du respect des plus anciens. La symbiose avec les éléments "Body-Mind-Spirit" est l'axiome principal du style. Par cela, on peut considérer la kajukenbo comme un art entre modernité et tradition.

### Articles de presse
- Kajukenbo : un art martial hawaïen in : Arts martiaux.
- Kajukenbo : efficacité et ouverture d’esprit in : Budo France, mai 2002, p. 11.
- Kajukenbo checking ! in : Budo International.
- A. Garcia Soldado, Hawaïan kenpo in: Budo International.
- A. Emperado, G. Forbach, A. Garcia Soldado, Sijo Adriano Emperado : Kajukenbo in: Budo International.
- J. Bishop, Gary Forbach : derrière le « rideau de bambou » in : Budo International.
- G. Bonnefoy, Méthode pour esquiver les coups en kung-fu, kajukenbo et boxe thaï in : Karate Bushido, décembre 2001, p. 47-48.
- G. Bonnefoy, Kajukenbo par Angel Garcia : esquivez et contre attaquez in : Karate Bushido, décembre 2001, p. 49.
- A. Garcia Soldado, Kajukenbo évolution in : Budo International.
- A. Garcia Soldado, Kajukenbo : la logique de l’évolution in : Budo International.
- A. Garcia Soldado, Kajukenbo weapons : bâton et couteaux in : Budo International, no 136, novembre 2006, p. 50-55.
- L. Mauchien, Le Kajukenbo, l’art guerrier du Pacifique in : Karate Bushido, octobre 2006, p. 54-55.
- Nombreux articles sur Dragon Magazine, directeur de rédaction Pierre Yves Benoniel, écrits par Luis Diaz * Modernité et  tradition, voir plusieurs numéros )